# Omoi
Omoi (jap. 想い) – debiutancki singel japońskiej piosenkarki Nany Mizuki, wydany 6 grudnia 2000. Utwór tytułowy wykorzystano jako image song w CD dramie Shōnen Shin Karon, a utwór ano ne ~mamimume☆mogacho~ (jap. アノネ〜まみむめ☆もがちょ〜) wykorzystano jako opening do anime Mamimume☆Mogacho. Nowa wersja utworu tytułowego pt.Omoi -pedigreed mix- została zawarta w pierwszym albumie supersonic girl.

## Lista utworów
| Nr | Tytuł                                                                          | Słowa          | Kompozycja      | Aranżacja | Czas |
| -- | ------------------------------------------------------------------------------ | -------------- | --------------- | --------- | ---- |
| 1. | "Omoi" (jap. 想い)                                                             | Chokkyu Murano | Ataru Sumiyoshi | NOV       | 4:36 |
| 2. | "Anone ~mamimume☆mogacho~" (jap. アノネ〜まみむめ☆もがちょ〜)                  | Chokkyu Murano | Ataru Sumiyoshi | NOV       | 3:15 |
| 3. | "Pierce" (jap. ピアス)                                                         | Chokkyu Murano | NOV             | NOV       | 4:52 |
| 4. | "Omoi" (jap. 想い) (vocalless ver.)                                            |                | Ataru Sumiyoshi | NOV       | 4:36 |
| 5. | "Anone ~mamimume☆mogacho~" (jap. アノネ〜まみむめ☆もがちょ〜) (vocalless ver.) |                | Ataru Sumiyoshi | NOV       | 3:15 |